# Calliostoma akoya
Calliostoma akoya is een slakkensoort uit de familie van de Calliostomatidae. De wetenschappelijke naam van de soort is voor het eerst geldig gepubliceerd in 1942 door Kuroda in Ikebe.